# Megaceresa pulchra
Megaceresa pulchra är en fjärilsart som beskrevs av Eugène Louis Bouvier 1923. Megaceresa pulchra ingår i släktet Megaceresa och familjen påfågelsspinnare. Inga underarter finns listade i Catalogue of Life.